# Wendisch Priborn
Wendisch Priborn is een ortsteil van de Duitse gemeente Ganzlin in de deelstaat Mecklenburg-Voor-Pommeren. Tot 25 mei 2014 was Wendisch Priborn een zelfstandige gemeente en maakte ze deel uit van de Landkreis Ludwigslust-Parchim.

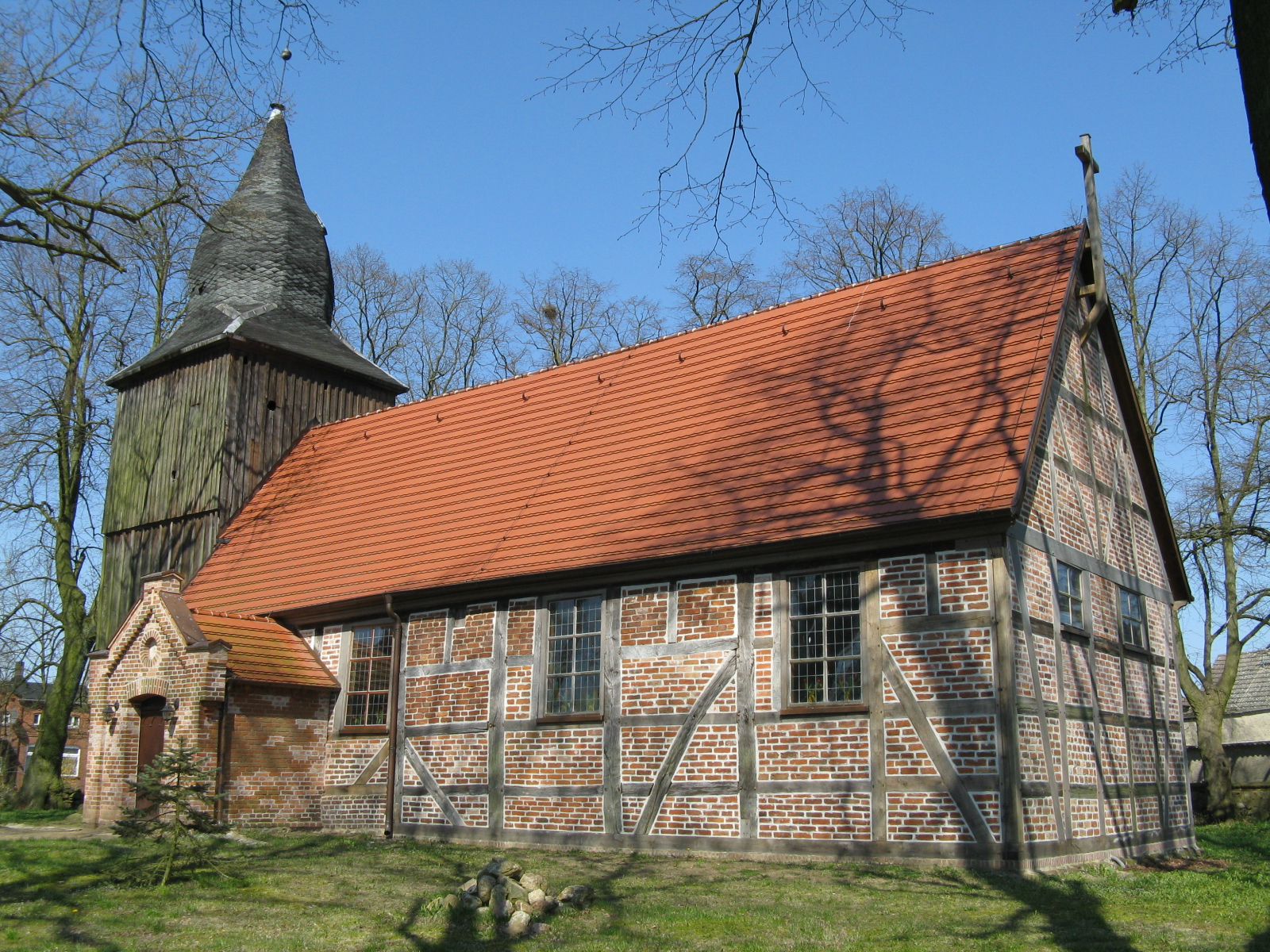
Kerk in Wendisch Priborn